# 보헤미안 그로브

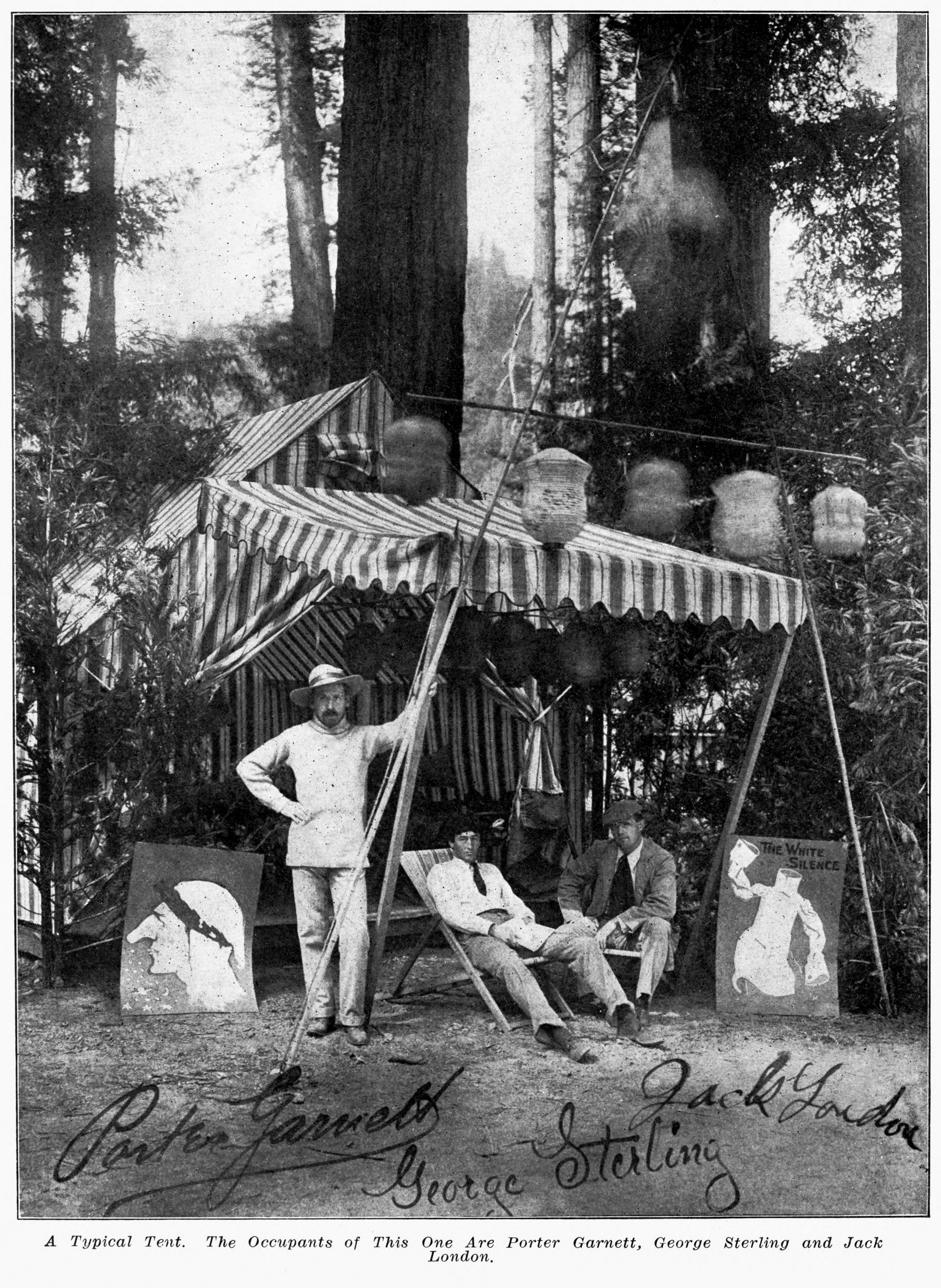
보헤미안 그로브

보헤미안 그로브(Bohemian Grove)는 캘리포니아주 몬테리오에 위치한 1,100 헥타르 규모 제한의 캠핑장이다. 1878년에 설립된 이곳은 보헤미안 클럽으로 알려진 프라이빗 젠틀맨 클럽에 속해 있다. 매년 7월 중순, 보헤미안 그로브에서는 세계에서 가장 저명한 남성들이 2주 이상 야영을 하는 행사를 개최한다.

## 역사
여름 야영의 전통은 보헤미안 클럽이 결성된 지 6년 후인 1872년 확립되었다. 연극 배우이자 창립 회원이었던 헨리 "해리" 에드워즈는 자신의 경력을 쌓기 위하여 뉴욕으로 이주한다고 알렸다. 1878년 6월 29일, 100명 남짓한 보헤미안들이 테일러빌(현 사무엘 P. 테일러 주립공원) 인근 마린군의 레드우드 숲에 모여 에드워즈를 기리는 저녁 송별 파티를 열었다. 자유롭게 흘러나오는 술과 일본식 등불이 축제를 더욱 빛나게 하였고, 클럽 회원들은 늦은 시간에 레드우드 바늘이 빽빽하게 깔린 매트 위에 담요를 깔고 편안하게 휴식을 취하였다. 이 축제 모임은 다음 해에도 에드워즈 없이 반복되었고, 클럽의 연례 야영 행사가 되었다. 1882년까지 클럽 회원들은 현재의 뮤어우즈와 현재 위치에서 러시안리버를 따라 몇 마일 떨어진 던컨스밀스 근처에 있던 레드우드 숲을 포함한 마린군과 소노마군의 여러 장소에서 함께 야영하였다. 1893년부터 보헤미안들은 현재 위치를 임대하였고, 1899년에는 이 지역에서 성공적인 벌목 사업을 전개한 멜빈 사이러스 미커로부터 이 장소를 매입하였다. 그 후 수십 년 동안 클럽 회원들은 원래 위치 주변의 토지를 점차적으로 매입하여 현재 유역의 둘레까지 확장하였다.
작가이자 저널리스트인 윌리엄 헨리 어윈은 그로브에 대해 이렇게 말하였다.
당신은 갑자기 그것을 발견한다. 한 발자국만 내디디면 그 영광이 당신을 덮친다. 원근감이 없어 나무 한 그루에서 충분히 멀리 떨어져서 전체를 볼 수 없다. 나무는 당신보다 높은 곳에 서 있고, 그 꼭대기는 나뭇가지의 가장자리에 가려져 있거나 하늘에서 사라져 있다.

신문 기자들이 클럽을 설립한 지 얼마 지나지 않아 샌프란시스코의 저명한 사업가들이 그로브에 토지와 시설을 추가로 확보하는 데 필요한 재원을 제공하였다. 하지만 예술가와 음악가인 "보헤미안"은 여전히 남아 있었고, 이들은 계속해서 해외 회원과 손님을 접대하였다.
그로브는 특히 1942년 9월에 원자폭탄 개발로 이어진 맨해튼 프로젝트 계획 회의가 열린 곳으로 유명하다. 이 회의에는 어니스트 로런스, J. 로버트 오펜하이머, 하버드, 예일, 프린스턴의 총장을 비롯한 S-1 집행위원회 위원들과 스탠더드 오일과 제너럴 일렉트릭의 대표, 여러 군 관계자들이 참석하였다. 로렌스와 오펜하이머가 회의를 주최했지만 당시 오펜하이머는 S-1 위원이 아니었다. 그로브 회원들은 이 행사에 특별한 자부심을 가지고 있으며, 새로운 참석자들에게 이 이야기를 종종 들려준다.
허버트 후버 전 미국 대통령은 1953년 3월 4일 올드 가드에 입회하였는데, 정확히 40년 전에 클럽에 가입하여 자격 요건을 갖추었다. 그로브의 레드우드 가지들은 뉴욕의 월도프 아스토리아 호텔로 날아가 축하 연회장을 장식하는 데 사용되었다. 후버는 수락 연설에서 "올드 가드" 지위의 영예를 후대 대통령들의 베테랑 고문으로 자주 활약한 것과 비교하였다.
캠프장에서의 다른 행동은 수많은 주장과 대중문화의 패러디로 이어졌다. 한 가지 예로 1971년 5월 13일에 녹음된 테이프에서 리처드 닉슨 대통령이 샌프란시스코 상류층에 대하여 한 발언을 들 수 있다. "내가 때때로 참석하는 보헤미안 그로브는 샌프란시스코 사람들이 모인, 당신이 상상할 수 있는 가장 호모(Faggot) 같은 곳이다."
2019년 소노마군 감리위원회는 그 해가 법 집행 기관이 보안을 지원하는 마지막 해가 될 것이라고 클럽 측에 통보하였다.
높은 수준의 보안에도 불구하고 보헤미안 그로브에는 수많은 유명 침입 사건이 있었다.
- 1980년 여름, 릭 클로거는 직원의 도움을 받아 보헤미안 그로브에 들어가 연례 야영이 열리는 두 주말 동안 일꾼으로 위장하였다. 그의 노력으로 그로브 내부를 보도한 최초의 기사는 1981년 8월호 마더 존스에 게재되었다.[15] 비슷한 시기에 ABC 이브닝 뉴스에서 보헤미안 그로브에 대한 특별 보도를 방영하였다.[16]

- 1989년 여름, 스파이 매거진의 작가 필립 와이스는 캠프에서 투숙객으로 위장하여 일주일을 보냈고, 이 경험을 토대로 1989년 11월 "보헤미안 그로브 내부"라는 기사를 썼다. 결국 그는 무단 침입 혐의로 발각되어 체포되었다.

- 2000년 7월 15일, 알렉스 존스와 그의 카메라맨 마이크 핸슨은 보헤미안 그로브에 몰래 들어가 "케어의 화장" 의식을 촬영하였다. 존스는 이를 "의식적 희생"이라고 주장하였다.[17][18] 이 영상을 바탕으로 다큐멘터리 영화 제작자 존 론슨은 "사탄의 그림자 엘리트?"라는 에피소드를 제작하여 이 행사를 "지나치게 커진 사교 클럽 파티"로 묘사하였고, 존스는 "보헤미안 그로브 내부의 어두운 비밀"을 제작하여 사탄의 의식이라고 설명하였다.[19]

- 2002년 1월 19일, 37세의 리처드 매캐슬린은 야간에 보헤미안 그로브에 침입하여 여러 차례 불을 지른 후 체포되었다. 그는 중무장을 하고 해골 가면을 쓴 채 가슴에 "팬텀 패트리어트"라고 적힌 의상을 입고 있었다.[20]